# Лоуренс, Флоренс
Флоренс Лоуренс (англ. Florence Lawrence; 2 января 1886, Гамильтон, Онтарио — 27 декабря 1938, Беверли-Хиллз, Калифорния) — американская актриса кино и театра, сценические имена: «девушка Байографа» (англ. «the Biograph girl») и «девушка с тысячью лиц» (англ. «The Girl of a Thousand Faces»), первая американская актриса, имя которой начинают указывать на афишах; создательница одной из первых кинокомпаний Victor Studios (англ.), возглавляемых женщиной; изобретательница «автосигнального рычага» для автомобиля.

## Биография
Флоренс Энни Бриджвуд, родилась в Гамильтоне, Онтарио, Канада, 2 января 1886 года. Отец — Джордж Бриджвуд, мать — Шарлотта Бриджвуд, актриса водевиля, известная под псевдонимом Лотта Лоуренс. Детство Фло прошло между гастролями и театром, где она получила «домашнее» профессиональное образование и первый опыт актёрского мастерства. Началом кинокарьеры Флоренс Лоуренс стал 1907 год и роль в короткометражном фильме Дэниэла Буна «Pioneer Daysin America» (Edison Company). Тогда же вместе с матерью она снялась у Даниэла Буна, а также в адаптации компанией «Vitagraph» мелодрамы «The Shaughraun, an Irish Romance» ирландского драматурга Диона Букико. Однако Лотта скоро вернулась на сцену, а кинокарьера Флоренс, напротив, только началась и уже через два года Флоренс стала популярной киноактрисой. Лоуренс сотрудничала с ведущими киностудиями того времени: Vitagraph Company (1906—1908 годы), American Mutoscope and Biograph Company, Independent Motion Picture Company. Общественное признание позволило актрисе предъявлять кинокомпаниям свои условия совместной работы: она добилась права указывать её фамилию на афишах и иметь собственную гримерную, настаивала на еженедельной, а не на ежедневной заработной плате. Растущие требования Лоуренс стали причиной её увольнения в 1910 году из Байографа и перехода к Карлу Леммлу, только что основавшему Independent Motion Picture Company, более известную как IMP. Проработав здесь в течение 11 месяцев и сделав, приблизительно, 50 фильмов, в начале 1911 года Лоуренс вместе с мужем Гарри Солтером присоединилась к Philadelphia Lubin Company. Однако не прошло и года как Лоуренс ушла из «Любина» и основала с Солтером одну из первых американских кинокомпаний, которые будут возглавляться женщиной. При поддержке компании Карла Леммла, созданной в 1912 году, открылась первая студия Victor Company в Форт-Ли, Нью-Джерси. Зарплата Лоуренс была поднята до 500$ в неделю и 200$ в неделю для Солтера. Слава Флоренс Лоуренс активно использовалась в рекламе компании, но её звездный статус не смог поставить кинокомпанию на ноги. Келли Браун писала, интерпретируя корреспонденцию Лоуренс, «Флоренс всегда полагала, что [VictorCompany] был её даже при том, что этого, вероятно, никогда и не было». В течение 1912 года из-за недостатка финансирования компания стала разваливаться, а вместе с ней и брак Лоуренс и Солтера. В итоге Victor Company была поглощена более успешной кинокомпанией Universal.
Лоуренс пыталась стать независимым продюсером, но ей этого так и не удалось.
После развода (1916 год) Лоуренс стала рассматривать предложения участия в водевиле, на экран она вернулась лишь в 1921 году. В надежде на удачу, на возвращение своей былой славы она сделала пластическую операцию, дабы улучшить свою внешность после несчастного случая 1915 года, когда выполняя трюк на съемках, она была серьёзно ранена. Однако, вернуться в кинематограф было нелегко. И Флоренс активно занималась предпринимательской деятельностью: в середине 1920-х открыла магазин, стала президентом Bridgwood Manufacturing — фирмы своей матери Лотты, получившей к тому времени патент на изобретение стеклоочистителя (1917 год), — и где становится изобретательницей «автосигнализационного рычага» (предшественник указателей поворота) для автомобиля. Лотта активно использовала славу дочери в рекламных целях. Когда предприятие прогорело, прежняя звездная актриса возвратилась в водевиль, так как не могла сниматься в кино.

## Семейная жизнь, замужество
Флоренс Лоуренс была замужем трижды. Первый муж, актёр Гарри Солтер, поддерживал жену в её противостоянии руководству «Байографа», строил свою карьеру совместно с ней у Карла Леммла и в Philadelphia Lubin Company, и в студии Victor Company. Брак с Флор разваливался параллельно с финансовым крахом этой студии. Когда Лоуренс ушла от него в августе 1912 года, Солтер отправился в Европу. В потоке его писем угрозы самоубийства чередовались с просьбами о прощении, с характеристикой динамики их рабочих отношений в Victor Company. Письма, не адаптированные и пронумерованные в последовательности, теперь размещены в коллекции Флоренс Лоуренс в Natural History Museum of Los-Angeles County. В одном из них Солтер пишет: «Я приеду в Нью-Йорк? Вы дадите мне работу? Я напишу вам красивые истории, комедию или трагедию. Вы должны быть Mamselle La Directress, и я буду Monsieur Le Property Man …. Это будет стоить дешево. Я буду работать ради любви, любви» («Shall I come to New-York? Will you give me a with the Victor? I will write you some beautiful stories, comedy or tragedy. You shall be Mamselle La Directress and I shall be Monsieur Le Property Man…. You can get me very cheap. I will work for love, love.»). В апреле 1916 года Солтер и Лоуренс подали на развод.
Со вторым мужем, продавцом автомобилей Чарльзом Б. Вудрингом, Лоуренс также не находит счастья.
Не находит она его и в третьем браке. После развода 1931 года Лоуренс уже в следующем году выходит замуж за Генри Болтоне. Через пять месяцев, после избиения мужем, последовал очередной развод.

## Карьера в кино
Начало карьеры Фло Лоренс связано с именем Даниэла Буна. Следующую работу она получает в Vitagraph Company (1906—1908 годы), у соучредителя компании Джеймса Стюарта Блэктона, где сотрудничает с актёром, а затем и режиссёром, Чарльзом Кентом. Широкое признание и популярность приходят к ней благодаря Дэвиду Гриффиту. Из-за анонимности актёров, которую вели кинокомпании, Лоуренс стала известной не под собственным именем, а как «девушка Байографа» («the Biograph girl») и «девушка с тысячью лиц» («The Girl of a Thousand Faces»).

### В труппе Дэвида Уорка Гриффита
За два года (1908—1909 годы) Лоуренс появилась более чем в 60 коротких фильмов, снятых в American Mutoscope and Biograph Company, режиссёром которых был Дэвид Уорк Гриффит. Уже с 1908 года она снимается в главных ролях (фильмы «Роман еврейки» (Romance of a Jewess) и "Песнь о " (The Song of the Shirt)). Роль в комедии "Mrs. Jones Entertains" 1909 года приносит ей популярность. В том же году она вернулась к драматическим ролям и работала на съёмках в фильмах «Уединенная вилла» (The Lonely Villa) с Мэри Пикфорд, Мэрион Леонард и Бобби Харроном, «Деревенский доктор» (The Country Doctor) с Фрэнком Пауэллом. Главную роль она также исполнила и в фильме «Авантюра леди Хелен» (Lady Helen’s Escapade). «Фло Лоуренс» — одно из первых актёрских имен, появившихся на афишах в Америке. Она начала получать еженедельную, а не традиционную ежедневную заработную плату, и получает собственную гримерную.
В Independent Motion Picture Company (IMP), Philadelphia Lubin Company, Victor Company, Universal и др. Сделав себе имя в кино, Фло Лоренс укрепляет свою популярность, снявшись, приблизительно, в более чем пятидесяти фильмах, в том числе таких, как "The Lady Leone" (1912), "The Closed Door" (1913), но после финансового краха студии Victor Company и неудачного опыта кинопродюсирования попытки вернуться на экран оказались малорезультативными.

### Начало звукового кино
В звуковую эру, приблизительно с 1936 года, Лоуренс, как и большинство бывших звезд, начала получать эпизодические роли в Metro-Goldwyn-Mayer, зарабатывая $75 в неделю.
За свою актёрскую карьеру Фло Лоуренс появилась более чем в 300 фильмах для различных кинокомпаний.

## Смерть
27 декабря 1938 Лоуренс была найдена без сознания в своей квартире в Западном Голливуде и вскоре скончалась в больнице. Фло Лоуренс покончила с собой, съев пасту для отравы муравьев. После погребения её могила оставалась неопознанной много лет. В настоящее время местом погребения Флоренс Лоуренс стал северо-восточный угол кладбища «Hollywood Forever Cemetry» Лос-Анджелеса, штат Калифорния.

## Избранная фильмография
Короткометражные фильмы:
| год вып. | название (перевод)                     | оригинал                    | продолжительность | режиссёр                             |
| -------- | -------------------------------------- | --------------------------- | ----------------- | ------------------------------------ |
| 1906     | Угонщики автомобилей                   | The Automobile Thieves      | 11 мин.           | Дж. Стюарт Блэктон                   |
| 1907     | Дэниел Бун, или Жизнь пионеров Америки | Daniel Boone                | -                 | Уоллес МакКатчен, Эдвин С. Портер    |
| 1908     | Макбет                                 | Macbeth                     | 9 мин.            | Дж. Стюарт Блэктон                   |
| 1908     | Ромео и Джульетта                      | Romeo and Juliet            | -                 | Дж. Стюарт Блэктон                   |
| 1908     | Саломея                                | Salome                      | -                 | Дж. Стюарт Блэктон                   |
| 1908     | Предательские отпечатки                | Betrayed by a Handprint     | 9 мин.            | Дэвид Уорк Гриффит                   |
| 1908     | Курящий муж                            | A Smoked Husband            | 8 мин.            | Дэвид Уорк Гриффит                   |
| 1908     | Ричард III                             | Richard III                 | -                 | Дж. Стюарт Блэктон, Уильям В. Рэйнос |
| 1908     | Украденные                             | The Stolen Jewels           | 11 мин.           | Дэвид Уорк Гриффит                   |
| 1908     | Дьявол                                 | The Devil                   | 10 мин.           | Дэвид Уорк Гриффит                   |
| 1908     | Отец входит в игру                     | Father Gets in the Game     | 10 мин.           | Дэвид Уорк Гриффит                   |
| 1908     | Клятва Вакеро                          | The Vaquero’s Vow           | 13 мин.           | Дэвид Уорк Гриффит                   |
| 1908     | Зов предков                            | The Call of the Wild        | 10 мин.           | Дэвид Уорк Гриффит                   |
| 1908     | Антоний и Клеопатра                    | Antony and Cleopatra        | -                 | Дж. Стюарт Блэктон, Чарльз Кент      |
| 1908     | Много лет спустя                       | After Many Years            | 17 мин.           | Дэвид Уорк Гриффит                   |
| 1908     | Пиратское                              | The Pirate’s Gold           | 16 мин.           | Дэвид Уорк Гриффит                   |
| 1908     | Укрощение строптивой                   | The Taming of the Shrew     | 17 мин.           | Дэвид Уорк Гриффит                   |
| 1908     | Песнь о                                | The Song of the Shirt       | 11 мин.           | Дэвид Уорк Гриффит                   |
| 1908     | Юлий Цезарь                            | Julius Caesar               | -                 | Дж. Стюарт Блэктон, Уильям В. Рэйнос |
| 1908     | Из-за денег                            | Money Mad                   | 11 мин.           | Дэвид Уорк Гриффит                   |
| 1908     | Испытание дружбы                       | The Test of Friendship      | 13 мин.           | Дэвид Уорк Гриффит                   |
| 1908     | Ужасный момент                         | An Awful Moment             | 12 мин.           | Дэвид Уорк Гриффит                   |
| 1908     | Мистер Джонс на балу                   | Mr. Jones at the Ball       | 8 мин.            | Дэвид Уорк Гриффит                   |
| 1909     | Эти ужасные шляпы                      | Those Awful Hats            | 2 мин.            | Дэвид Уорк Гриффит                   |
| 1909     | Трагическая любовь                     | Tragic Love                 | 15 мин.           | Дэвид Уорк Гриффит                   |
| 1909     | Для штор                               | The Curtain Pole            | 13 мин.           | Дэвид Уорк Гриффит                   |
| 1909     | История любви                          | The Politician’s Love Story | 6 мин.            | Дэвид Уорк Гриффит                   |
| 1909     | Золотой Луи                            | The Golden Louis            | 5 мин.            | Дэвид Уорк Гриффит                   |
| 1909     | Мать его жены                          | His Wife’s Mother           | 6 мин.            | Дэвид Уорк Гриффит                   |
| 1909     | Прусский шпион                         | The Prussian Spy            | 5 мин.            | Дэвид Уорк Гриффит                   |
| 1909     | Месть шута                             | A Fool’s Revenge            | 11 мин            | Дэвид Уорк Гриффит                   |
| 1909     | Деревянная нога                        | The Wooden Leg              | 3 мин.            | Дэвид Уорк Гриффит                   |
| 1909     | Я это сделал                           | I Did It                    | 4 мин.            | Дэвид Уорк Гриффит                   |
| 1909     | Авантюра леди Хелен                    | Lady Helen’s Escapade       | 8 мин.            | Дэвид Уорк Гриффит                   |
| 1909     | Французская дуэль                      | The French Duel             | 4 мин.            | Дэвид Уорк Гриффит                   |
| 1909     | Воскресение                            | Resurrection                | 12 мин.           | Дэвид Уорк Гриффит                   |
| 1909     | К чему приводит пьянство               | What Drink Did              | 12 мин.           | Дэвид Уорк Гриффит                   |
| 1909     | Уединённая вилла                       | The Lonely Villa            | 8 мин.            | Дэвид Уорк Гриффит                   |
| 1909     | Сельский врач                          | The Country Doctor          | 14 мин.           | Дэвид Уорк Гриффит                   |
| 1909     | Заговор кардинала                      | The Cardinal’s Conspiracy   | 11 мин.           | Дэвид Уорк Гриффит, Фрэнк Пауэлл     |
| 1909     | Гессенские изменники                   | The Hessian Renegades       | 10 мин.           | Дэвид Уорк Гриффит                   |
| 1910     | Его вторая жена                        | His Second Wife             | -                 | Гарри Солтер                         |
| 1910     | Игра для двоих                         | A Game for Two              | -                 | Гарри Солтер                         |
| 1910     | Расплата                               | Debt                        | -                 | Гарри Солтер                         |
| 1911     | Актриса и певец                        | The Actress and the Singer  | -                 | Гарри Солтер                         |
| 1911     | Её артистический темперамент           | Her Artistic Temperament    | -                 | Гарри Солтер                         |
| 1911     | Девичий импульс                        | A Girlish Impulse           | -                 | Гарри Солтер                         |
| 1911     | Американская девушка                   | The American Girl           | -                 | Гарри Солтер                         |
| 1912     | Игроки                                 | The Players                 | -                 | Гарри Солтер                         |
| 1912     | Кошмар Бетти                           | Betty’s Nightmare           | -                 | Гарри Солтер                         |
| 1912     | Сёстры                                 | Sisters                     | -                 | Гарри Солтер                         |
| 1913     | Закрытая дверь                         | The Closed Door             | -                 | Гарри Солтер                         |
| 1914     | Роман с фотографом                     | The Romance of a Photograph | -                 | Гарри Солтер                         |
| 1914     | Взятка                                 | The Bribe                   | -                 | Гарри Солтер                         |
| 1916     | Лицо на экране                         | Face on the Screen          | -                 | Гарри Солтер                         |

Полнометражные фильмы:
| год вып. | название (перевод)      | оригинал              | режиссёр                      |
| -------- | ----------------------- | --------------------- | ----------------------------- |
| 1916     | Неуловимая Изабель      | Elusive Isabel        | Стюарт Пейтон                 |
| 1922     | Раскрытие               | The Unfoldment        | Джордж Керн, Мёрдок МакКуорри |
| 1923     | Лукреция Ломбард        | Lucretia Lombard      | Джек Конвей                   |
| 1926     | Наводнение в Джонстауне | The Johnstown Flood   | Ирвинг Каммингс               |
| 1926     | Большая слава           | The Greater Glory     | Курт Рефельд                  |
| 1931     | Удовольствие            | Pleasure              | Отто Броуер                   |
| 1932     | Грешники под солнцем    | Sinners in the Sun    | Александр Холл                |
| 1933     | Секреты                 | Secrets               | Фрэнк Борзеги                 |
| 1934     | Старомодный путь        | The Old Fashioned Way | Уильям Бодайн                 |
| 1936     | Голливудский бульвар    | Hollywood Boulevard   | Роберт Флори                  |